# 琦善
琦善（穆麟德轉寫：kišan；1786年1月18日—1854年8月3日），字靜庵，博爾濟吉特氏，满洲正黃旗人，清朝官員。

## 生平
世襲一等侯爵，父成德，曾任杭州將軍及熱河都統。嘉庆十一年（1806年）由荫生授刑部员外郎。嘉庆二十四年（1819年）升任河南巡抚，被褫職以主事衔留辦河工。歷任布政使、巡撫等職，官至直隸總督、文淵閣大學士。道光十八年（1838年）8月至11月，在天津起獲煙土15萬餘兩。道光二十年（1840年）8月30日，琦善赴天津。同年9月28日－12月4日期間，奉旨接替林則徐擔任兩廣總督。
原先主剿的琦善在白河口見英軍「船堅炮利」，下令撤退砲台守軍，並派廣東人鮑鵬去穿鼻洋（廣州虎門口）向英軍求和，同時，查理·義律步步進逼，更親身前往虎門勘測地形，並向琦善提出割地賠款的要求，初時琦善並不敢答應割地的要求。
道光二十一年（1841年）1月7日，虎門外的沙角炮台和大角炮台被英方的義律攻陷，義律向琦善提出將沙角一地留給英人據守，定為所有辦理貿易事務之地。沙角位處廣東內陸地方，琦善認為道光得知沙角淪陷後，定必大怒，故於1月11日致函義律：「……准其就粵東外洋之香港地方，泊舟寄居。」琦善所指的「香港」，便是香港島西南一角，今香港仔一帶，因為當時「香港」一詞，並非全島的總稱。
1月25日，琦善與義律私下擬訂《穿鼻草約》，割讓香港，賠款六百萬元，後英方單方面公佈草約，並派船艦率先搶佔香港島。琦善對割讓香港島一事原加以隱瞞，被揭發後，道光皇帝以琦善擅自割讓香港為奇恥大辱，令鎖拿解京問罪，“革職鎖拿，查抄家產”，发军台，后获赦免，任駐藏大臣、热河都统、四川总督、陕甘总督等职。任駐藏大臣期间，琦善于1846年就當時的種種弊端擬定《裁禁商上积弊章程》，奏准施行。其重申、补充旧有章程，整顿和完善西藏地方吏治。但根据此章程亦放弃了驻藏大臣的部分权力，如对商上财政的审核权及停止派兵巡查部分地区等。
咸豐二年（1852年）任欽差大臣阻擊太平軍，在揚州外圍建立“江北大營”，計馬步兵一萬八千人。咸豐四年（1854年）秋天，琦善歿於揚州軍中，卒諡文勤。

## 评价
琦善在後世的評價中，受鴉片戰爭影響而以負面居多，但也有人認為當年琦善有“自知之明”，他所約訂的《穿鼻草約》已是晚清損失最小的條約。蒋廷黻说，“在外交方面，他实在是远超时人，因为他审察中外强弱的形势和权衡利害的轻重，远在时人之上”。而琦善也是因鴉片戰爭之敗受責貶抑的主要大臣中最早被重新起用者之一。

## 遗迹
北京定阜街庆亲王府原是琦善的故居。

## 家族
- 恩格德里 (先世)。“恩格德爾額駙，正黃旗人，世居西拉木楞地方，國初率部屬首先来歸，授三等子，尚公主，封為額駙，將率来部屬編佐領，令伊屬人邁圖統之，恩格德爾卒，諡端順。……噶爾薩承襲一等侯，雍正七年䝉世宗憲皇帝特恩復封為三等公，九年加其封號為奉義公，現任散秩大臣兼佐領”（载《八旗滿洲氏族通譜》卷66）。
- 噶爾薩 (高祖父)，封奉義公，任散秩大臣兼佐領。
- 英泰 (曾祖父)
- 安琳 (祖父)
- 成德 (父)
- 文孚 (叔)
- 子：
  - 恭釗 (子)，湖北武昌鹽法道。妻柏雅爾氏。
  - 恭鏜 (子)，黑龍江將軍。孙儿末任湖广总督瑞澂、光緒十二年（1886年）丙戌科进士瑞洵。孙女博爾濟吉特氏，嫁鑲黃旗滿洲、廣西思恩府知府沙濟富察敦崇（父二等敦惠伯承忠，祖父頭等侍衛松文，先祖一等敦惠伯傅良）。
  - 恭鈞 (子)，妻孙氏（父内务府镶黄旗汉军、道光二十四年（1844年）甲辰科进士啓文）。
  - 恭鑫 (子)
  - 恭鍇 (子)
  - 恭鍹 (子)，妻阿哈覺羅氏（父馬蘭鎮總兵兼總管內務府大臣誠靖公文謙，祖父內務府六庫郎中、江南織造兼管龍江關稅務克明額）。
  - 恭鉽 (子)
  - 恭銓 (子)
  - 松桂勳 (族姪)
- 女博爾濟吉特氏，嫁正黄旗满洲哈達納喇氏恆昌（父乾隆乙卯科進士文恭公玉麟）。
- 女博爾濟吉特氏，嫁正白旗蒙古圖博特氏惪鎧（父內大臣、袭一等義烈公文煇，祖父伊犁將軍、一等義烈公慶祥，曾祖三等義烈公保寧 (大學士)）。
- 女博爾濟吉特氏，嫁鑲紅旗蒙古石爾德特氏文暉（父道光壬辰恩科進士文端公瑞常）。

## 延伸阅读
[在维基数据编辑]
 《清史稿/卷370》，出自趙爾巽《清史稿》

### 引用
1. 1 2 3  魏秀梅.  (PDF). 《近代史研究所集刊》. 1993-06, (第二十二期(上)): 461–503  [2023-04-01]. ISSN 1029-4740. S2CID 235912861. doi:10.6353/BIMHAS.199306.0013. （原始内容存档 (PDF)于2023-04-01） （中文（繁體））.
2. 1 2  爾東. 周海燕 , 编. . 香港: 明報出版社有限公司. 2007年4月: 頁16. ISBN 978-962-973-634-7.
3. ↑  蒋廷黻：《琦善与鸦片战争》，清華學報，1931